# Spermacoce intricans
Spermacoce intricans är en måreväxtart som först beskrevs av Frank Nigel Hepper, och fick sitt nu gällande namn av H.M.Burkill. Spermacoce intricans ingår i släktet Spermacoce och familjen måreväxter. Inga underarter finns listade i Catalogue of Life.